# Notolomus
Notolomus é um gênero de besouros verdadeiros da família Curculionidae. Existem pelo menos duas espécies descritas em Notolomus.

## Espécies
Essas duas espécies pertencem ao gênero Notolomus:
- Notolomus basalis LeConte, 1876
- Notolomus bicolor LeConte, 1876